# Cserkeszőlő
Cserkeszőlő is een plaats (község) en gemeente in het Hongaarse comitaat Jász-Nagykun-Szolnok. Cserkeszőlő telt 2155 inwoners (2007).